# مکورد (اکلاهما)
مکورد(به انگلیسی: McCord) شهری در ایالت اکلاهما کشور ایالات متحده آمریکا است که جمعیت آن در سرشماری سال ۲۰۱۰ میلادی، ۱٬۴۴۰ نفر بوده‌است.